# Маурицијус на Светском првенству у атлетици у дворани 2018.
Маурицијус је учествовао на 17. Светском првенству у атлетици у дворани 2018. одржаном у Бирмингему од 1. до 4. марта. Репрезентацију Маурицијуса на њеном тринаестом учествовању на светским првенствима у дворани представљао је један атлетичар који се такмичио у трци на 60 метара.,
На овом првенству такмичар Маурицијуса није освојио ниједну медаљу нити је остварио неки резултат.

## Учесници
Мушкарци:
- Jean-Yann de Grace — 60 м

## Резултати

### Мушкарци
| Атлетичар          | Дисциплина | Лични рекорд | Квалификације | Квалификације | Полуфинале | Полуфинале | Финале               | Финале       | Детаљи |
| Атлетичар          | Дисциплина | Лични рекорд | Резултат      | Место         | Резултат   | Место      | Резултат             | Место        | Детаљи |
| ------------------ | ---------- | ------------ | ------------- | ------------- | ---------- | ---------- | -------------------- | ------------ | ------ |
| Jean-Yann de Grace | 60 м       | 6,70         | 6,78 КВ       | 3. у гр. 7    | 6,83       | 7. у гр. 1 | Није се квалификовао | 22 / 49 (52) |        |